# Паули, Вольфганг (шахматист)
Вольфганг Паули (нем. Wolfgang Pauly; 15 августа 1876, Дона — 3 марта 1934, Бухарест) — румынский шахматный композитор. Математик, астроном.
В возрасте 6 лет переехал с семьёй из Германии в Бухарест. С ранних лет интересовался математикой, астрономией. В 1898 году стал соавтором открытия кометы, с той поры носящей имя соавторов. Был директором крупного румынского страхового общества.
Подобно С. Лойду и У. Шинкману составлял задачи (с 1895) всех жанров и стилей; всего составил свыше 4 тысяч композиций. Был известен и как отличный решатель задач.
Излюбленные виды задач Паули: композиции на эхо-маты (паты), задачи-близнецы с симметричным начальным положением и асимметричным решением, задачи-блоки (их разновидность «перпетуум-мобиле» носит имя «Тема Паули»). Создал немало миниатюр.

## Задачи
|   | a                                                                                                   | b                                                                                                   | c                                                                                                   | d                                                                                                   | e                                                                                                   | f                                                                                                   | g                                                                                                   | h                                                                                                   |   |
| - | --------------------------------------------------------------------------------------------------- | --------------------------------------------------------------------------------------------------- | --------------------------------------------------------------------------------------------------- | --------------------------------------------------------------------------------------------------- | --------------------------------------------------------------------------------------------------- | --------------------------------------------------------------------------------------------------- | --------------------------------------------------------------------------------------------------- | --------------------------------------------------------------------------------------------------- | - |
| 8 | h8 белый король · b7 белый слон · e7 белый слон · d4 чёрный король · f3 белая ладья · d2 белый конь | h8 белый король · b7 белый слон · e7 белый слон · d4 чёрный король · f3 белая ладья · d2 белый конь | h8 белый король · b7 белый слон · e7 белый слон · d4 чёрный король · f3 белая ладья · d2 белый конь | h8 белый король · b7 белый слон · e7 белый слон · d4 чёрный король · f3 белая ладья · d2 белый конь | h8 белый король · b7 белый слон · e7 белый слон · d4 чёрный король · f3 белая ладья · d2 белый конь | h8 белый король · b7 белый слон · e7 белый слон · d4 чёрный король · f3 белая ладья · d2 белый конь | h8 белый король · b7 белый слон · e7 белый слон · d4 чёрный король · f3 белая ладья · d2 белый конь | h8 белый король · b7 белый слон · e7 белый слон · d4 чёрный король · f3 белая ладья · d2 белый конь | 8 |
| 7 | h8 белый король · b7 белый слон · e7 белый слон · d4 чёрный король · f3 белая ладья · d2 белый конь | h8 белый король · b7 белый слон · e7 белый слон · d4 чёрный король · f3 белая ладья · d2 белый конь | h8 белый король · b7 белый слон · e7 белый слон · d4 чёрный король · f3 белая ладья · d2 белый конь | h8 белый король · b7 белый слон · e7 белый слон · d4 чёрный король · f3 белая ладья · d2 белый конь | h8 белый король · b7 белый слон · e7 белый слон · d4 чёрный король · f3 белая ладья · d2 белый конь | h8 белый король · b7 белый слон · e7 белый слон · d4 чёрный король · f3 белая ладья · d2 белый конь | h8 белый король · b7 белый слон · e7 белый слон · d4 чёрный король · f3 белая ладья · d2 белый конь | h8 белый король · b7 белый слон · e7 белый слон · d4 чёрный король · f3 белая ладья · d2 белый конь | 7 |
| 6 | h8 белый король · b7 белый слон · e7 белый слон · d4 чёрный король · f3 белая ладья · d2 белый конь | h8 белый король · b7 белый слон · e7 белый слон · d4 чёрный король · f3 белая ладья · d2 белый конь | h8 белый король · b7 белый слон · e7 белый слон · d4 чёрный король · f3 белая ладья · d2 белый конь | h8 белый король · b7 белый слон · e7 белый слон · d4 чёрный король · f3 белая ладья · d2 белый конь | h8 белый король · b7 белый слон · e7 белый слон · d4 чёрный король · f3 белая ладья · d2 белый конь | h8 белый король · b7 белый слон · e7 белый слон · d4 чёрный король · f3 белая ладья · d2 белый конь | h8 белый король · b7 белый слон · e7 белый слон · d4 чёрный король · f3 белая ладья · d2 белый конь | h8 белый король · b7 белый слон · e7 белый слон · d4 чёрный король · f3 белая ладья · d2 белый конь | 6 |
| 5 | h8 белый король · b7 белый слон · e7 белый слон · d4 чёрный король · f3 белая ладья · d2 белый конь | h8 белый король · b7 белый слон · e7 белый слон · d4 чёрный король · f3 белая ладья · d2 белый конь | h8 белый король · b7 белый слон · e7 белый слон · d4 чёрный король · f3 белая ладья · d2 белый конь | h8 белый король · b7 белый слон · e7 белый слон · d4 чёрный король · f3 белая ладья · d2 белый конь | h8 белый король · b7 белый слон · e7 белый слон · d4 чёрный король · f3 белая ладья · d2 белый конь | h8 белый король · b7 белый слон · e7 белый слон · d4 чёрный король · f3 белая ладья · d2 белый конь | h8 белый король · b7 белый слон · e7 белый слон · d4 чёрный король · f3 белая ладья · d2 белый конь | h8 белый король · b7 белый слон · e7 белый слон · d4 чёрный король · f3 белая ладья · d2 белый конь | 5 |
| 4 | h8 белый король · b7 белый слон · e7 белый слон · d4 чёрный король · f3 белая ладья · d2 белый конь | h8 белый король · b7 белый слон · e7 белый слон · d4 чёрный король · f3 белая ладья · d2 белый конь | h8 белый король · b7 белый слон · e7 белый слон · d4 чёрный король · f3 белая ладья · d2 белый конь | h8 белый король · b7 белый слон · e7 белый слон · d4 чёрный король · f3 белая ладья · d2 белый конь | h8 белый король · b7 белый слон · e7 белый слон · d4 чёрный король · f3 белая ладья · d2 белый конь | h8 белый король · b7 белый слон · e7 белый слон · d4 чёрный король · f3 белая ладья · d2 белый конь | h8 белый король · b7 белый слон · e7 белый слон · d4 чёрный король · f3 белая ладья · d2 белый конь | h8 белый король · b7 белый слон · e7 белый слон · d4 чёрный король · f3 белая ладья · d2 белый конь | 4 |
| 3 | h8 белый король · b7 белый слон · e7 белый слон · d4 чёрный король · f3 белая ладья · d2 белый конь | h8 белый король · b7 белый слон · e7 белый слон · d4 чёрный король · f3 белая ладья · d2 белый конь | h8 белый король · b7 белый слон · e7 белый слон · d4 чёрный король · f3 белая ладья · d2 белый конь | h8 белый король · b7 белый слон · e7 белый слон · d4 чёрный король · f3 белая ладья · d2 белый конь | h8 белый король · b7 белый слон · e7 белый слон · d4 чёрный король · f3 белая ладья · d2 белый конь | h8 белый король · b7 белый слон · e7 белый слон · d4 чёрный король · f3 белая ладья · d2 белый конь | h8 белый король · b7 белый слон · e7 белый слон · d4 чёрный король · f3 белая ладья · d2 белый конь | h8 белый король · b7 белый слон · e7 белый слон · d4 чёрный король · f3 белая ладья · d2 белый конь | 3 |
| 2 | h8 белый король · b7 белый слон · e7 белый слон · d4 чёрный король · f3 белая ладья · d2 белый конь | h8 белый король · b7 белый слон · e7 белый слон · d4 чёрный король · f3 белая ладья · d2 белый конь | h8 белый король · b7 белый слон · e7 белый слон · d4 чёрный король · f3 белая ладья · d2 белый конь | h8 белый король · b7 белый слон · e7 белый слон · d4 чёрный король · f3 белая ладья · d2 белый конь | h8 белый король · b7 белый слон · e7 белый слон · d4 чёрный король · f3 белая ладья · d2 белый конь | h8 белый король · b7 белый слон · e7 белый слон · d4 чёрный король · f3 белая ладья · d2 белый конь | h8 белый король · b7 белый слон · e7 белый слон · d4 чёрный король · f3 белая ладья · d2 белый конь | h8 белый король · b7 белый слон · e7 белый слон · d4 чёрный король · f3 белая ладья · d2 белый конь | 2 |
| 1 | h8 белый король · b7 белый слон · e7 белый слон · d4 чёрный король · f3 белая ладья · d2 белый конь | h8 белый король · b7 белый слон · e7 белый слон · d4 чёрный король · f3 белая ладья · d2 белый конь | h8 белый король · b7 белый слон · e7 белый слон · d4 чёрный король · f3 белая ладья · d2 белый конь | h8 белый король · b7 белый слон · e7 белый слон · d4 чёрный король · f3 белая ладья · d2 белый конь | h8 белый король · b7 белый слон · e7 белый слон · d4 чёрный король · f3 белая ладья · d2 белый конь | h8 белый король · b7 белый слон · e7 белый слон · d4 чёрный король · f3 белая ладья · d2 белый конь | h8 белый король · b7 белый слон · e7 белый слон · d4 чёрный король · f3 белая ладья · d2 белый конь | h8 белый король · b7 белый слон · e7 белый слон · d4 чёрный король · f3 белая ладья · d2 белый конь | 1 |
|   | a                                                                                                   | b                                                                                                   | c                                                                                                   | d                                                                                                   | e                                                                                                   | f                                                                                                   | g                                                                                                   | h                                                                                                   |   |

1.Сс8! — цугцванг,

1...Kpd5 2.Cd7 Kpd4 3.Cd6 Kpd5 4.Лd3# или

2...Kpe5 3.Cc5 Kpd5 4.Лf5#,

1...Kpe5 2.Лd3 Kpf4 3.Kpg7 Kpe5 4.Cd6#.
|   | a | b | c | d | e | f | g | h |   |
| - | --- | --- | --- | --- | --- | --- | --- | --- | - |
| 8 | c3 белый конь · e3 чёрная пешка · h3 белый конь · h2 белая пешка · d1 белая ладья · e1 чёрный конь · f1 чёрный король · h1 белый король | c3 белый конь · e3 чёрная пешка · h3 белый конь · h2 белая пешка · d1 белая ладья · e1 чёрный конь · f1 чёрный король · h1 белый король | c3 белый конь · e3 чёрная пешка · h3 белый конь · h2 белая пешка · d1 белая ладья · e1 чёрный конь · f1 чёрный король · h1 белый король | c3 белый конь · e3 чёрная пешка · h3 белый конь · h2 белая пешка · d1 белая ладья · e1 чёрный конь · f1 чёрный король · h1 белый король | c3 белый конь · e3 чёрная пешка · h3 белый конь · h2 белая пешка · d1 белая ладья · e1 чёрный конь · f1 чёрный король · h1 белый король | c3 белый конь · e3 чёрная пешка · h3 белый конь · h2 белая пешка · d1 белая ладья · e1 чёрный конь · f1 чёрный король · h1 белый король | c3 белый конь · e3 чёрная пешка · h3 белый конь · h2 белая пешка · d1 белая ладья · e1 чёрный конь · f1 чёрный король · h1 белый король | c3 белый конь · e3 чёрная пешка · h3 белый конь · h2 белая пешка · d1 белая ладья · e1 чёрный конь · f1 чёрный король · h1 белый король | 8 |
| 7 | c3 белый конь · e3 чёрная пешка · h3 белый конь · h2 белая пешка · d1 белая ладья · e1 чёрный конь · f1 чёрный король · h1 белый король | c3 белый конь · e3 чёрная пешка · h3 белый конь · h2 белая пешка · d1 белая ладья · e1 чёрный конь · f1 чёрный король · h1 белый король | c3 белый конь · e3 чёрная пешка · h3 белый конь · h2 белая пешка · d1 белая ладья · e1 чёрный конь · f1 чёрный король · h1 белый король | c3 белый конь · e3 чёрная пешка · h3 белый конь · h2 белая пешка · d1 белая ладья · e1 чёрный конь · f1 чёрный король · h1 белый король | c3 белый конь · e3 чёрная пешка · h3 белый конь · h2 белая пешка · d1 белая ладья · e1 чёрный конь · f1 чёрный король · h1 белый король | c3 белый конь · e3 чёрная пешка · h3 белый конь · h2 белая пешка · d1 белая ладья · e1 чёрный конь · f1 чёрный король · h1 белый король | c3 белый конь · e3 чёрная пешка · h3 белый конь · h2 белая пешка · d1 белая ладья · e1 чёрный конь · f1 чёрный король · h1 белый король | c3 белый конь · e3 чёрная пешка · h3 белый конь · h2 белая пешка · d1 белая ладья · e1 чёрный конь · f1 чёрный король · h1 белый король | 7 |
| 6 | c3 белый конь · e3 чёрная пешка · h3 белый конь · h2 белая пешка · d1 белая ладья · e1 чёрный конь · f1 чёрный король · h1 белый король | c3 белый конь · e3 чёрная пешка · h3 белый конь · h2 белая пешка · d1 белая ладья · e1 чёрный конь · f1 чёрный король · h1 белый король | c3 белый конь · e3 чёрная пешка · h3 белый конь · h2 белая пешка · d1 белая ладья · e1 чёрный конь · f1 чёрный король · h1 белый король | c3 белый конь · e3 чёрная пешка · h3 белый конь · h2 белая пешка · d1 белая ладья · e1 чёрный конь · f1 чёрный король · h1 белый король | c3 белый конь · e3 чёрная пешка · h3 белый конь · h2 белая пешка · d1 белая ладья · e1 чёрный конь · f1 чёрный король · h1 белый король | c3 белый конь · e3 чёрная пешка · h3 белый конь · h2 белая пешка · d1 белая ладья · e1 чёрный конь · f1 чёрный король · h1 белый король | c3 белый конь · e3 чёрная пешка · h3 белый конь · h2 белая пешка · d1 белая ладья · e1 чёрный конь · f1 чёрный король · h1 белый король | c3 белый конь · e3 чёрная пешка · h3 белый конь · h2 белая пешка · d1 белая ладья · e1 чёрный конь · f1 чёрный король · h1 белый король | 6 |
| 5 | c3 белый конь · e3 чёрная пешка · h3 белый конь · h2 белая пешка · d1 белая ладья · e1 чёрный конь · f1 чёрный король · h1 белый король | c3 белый конь · e3 чёрная пешка · h3 белый конь · h2 белая пешка · d1 белая ладья · e1 чёрный конь · f1 чёрный король · h1 белый король | c3 белый конь · e3 чёрная пешка · h3 белый конь · h2 белая пешка · d1 белая ладья · e1 чёрный конь · f1 чёрный король · h1 белый король | c3 белый конь · e3 чёрная пешка · h3 белый конь · h2 белая пешка · d1 белая ладья · e1 чёрный конь · f1 чёрный король · h1 белый король | c3 белый конь · e3 чёрная пешка · h3 белый конь · h2 белая пешка · d1 белая ладья · e1 чёрный конь · f1 чёрный король · h1 белый король | c3 белый конь · e3 чёрная пешка · h3 белый конь · h2 белая пешка · d1 белая ладья · e1 чёрный конь · f1 чёрный король · h1 белый король | c3 белый конь · e3 чёрная пешка · h3 белый конь · h2 белая пешка · d1 белая ладья · e1 чёрный конь · f1 чёрный король · h1 белый король | c3 белый конь · e3 чёрная пешка · h3 белый конь · h2 белая пешка · d1 белая ладья · e1 чёрный конь · f1 чёрный король · h1 белый король | 5 |
| 4 | c3 белый конь · e3 чёрная пешка · h3 белый конь · h2 белая пешка · d1 белая ладья · e1 чёрный конь · f1 чёрный король · h1 белый король | c3 белый конь · e3 чёрная пешка · h3 белый конь · h2 белая пешка · d1 белая ладья · e1 чёрный конь · f1 чёрный король · h1 белый король | c3 белый конь · e3 чёрная пешка · h3 белый конь · h2 белая пешка · d1 белая ладья · e1 чёрный конь · f1 чёрный король · h1 белый король | c3 белый конь · e3 чёрная пешка · h3 белый конь · h2 белая пешка · d1 белая ладья · e1 чёрный конь · f1 чёрный король · h1 белый король | c3 белый конь · e3 чёрная пешка · h3 белый конь · h2 белая пешка · d1 белая ладья · e1 чёрный конь · f1 чёрный король · h1 белый король | c3 белый конь · e3 чёрная пешка · h3 белый конь · h2 белая пешка · d1 белая ладья · e1 чёрный конь · f1 чёрный король · h1 белый король | c3 белый конь · e3 чёрная пешка · h3 белый конь · h2 белая пешка · d1 белая ладья · e1 чёрный конь · f1 чёрный король · h1 белый король | c3 белый конь · e3 чёрная пешка · h3 белый конь · h2 белая пешка · d1 белая ладья · e1 чёрный конь · f1 чёрный король · h1 белый король | 4 |
| 3 | c3 белый конь · e3 чёрная пешка · h3 белый конь · h2 белая пешка · d1 белая ладья · e1 чёрный конь · f1 чёрный король · h1 белый король | c3 белый конь · e3 чёрная пешка · h3 белый конь · h2 белая пешка · d1 белая ладья · e1 чёрный конь · f1 чёрный король · h1 белый король | c3 белый конь · e3 чёрная пешка · h3 белый конь · h2 белая пешка · d1 белая ладья · e1 чёрный конь · f1 чёрный король · h1 белый король | c3 белый конь · e3 чёрная пешка · h3 белый конь · h2 белая пешка · d1 белая ладья · e1 чёрный конь · f1 чёрный король · h1 белый король | c3 белый конь · e3 чёрная пешка · h3 белый конь · h2 белая пешка · d1 белая ладья · e1 чёрный конь · f1 чёрный король · h1 белый король | c3 белый конь · e3 чёрная пешка · h3 белый конь · h2 белая пешка · d1 белая ладья · e1 чёрный конь · f1 чёрный король · h1 белый король | c3 белый конь · e3 чёрная пешка · h3 белый конь · h2 белая пешка · d1 белая ладья · e1 чёрный конь · f1 чёрный король · h1 белый король | c3 белый конь · e3 чёрная пешка · h3 белый конь · h2 белая пешка · d1 белая ладья · e1 чёрный конь · f1 чёрный король · h1 белый король | 3 |
| 2 | c3 белый конь · e3 чёрная пешка · h3 белый конь · h2 белая пешка · d1 белая ладья · e1 чёрный конь · f1 чёрный король · h1 белый король | c3 белый конь · e3 чёрная пешка · h3 белый конь · h2 белая пешка · d1 белая ладья · e1 чёрный конь · f1 чёрный король · h1 белый король | c3 белый конь · e3 чёрная пешка · h3 белый конь · h2 белая пешка · d1 белая ладья · e1 чёрный конь · f1 чёрный король · h1 белый король | c3 белый конь · e3 чёрная пешка · h3 белый конь · h2 белая пешка · d1 белая ладья · e1 чёрный конь · f1 чёрный король · h1 белый король | c3 белый конь · e3 чёрная пешка · h3 белый конь · h2 белая пешка · d1 белая ладья · e1 чёрный конь · f1 чёрный король · h1 белый король | c3 белый конь · e3 чёрная пешка · h3 белый конь · h2 белая пешка · d1 белая ладья · e1 чёрный конь · f1 чёрный король · h1 белый король | c3 белый конь · e3 чёрная пешка · h3 белый конь · h2 белая пешка · d1 белая ладья · e1 чёрный конь · f1 чёрный король · h1 белый король | c3 белый конь · e3 чёрная пешка · h3 белый конь · h2 белая пешка · d1 белая ладья · e1 чёрный конь · f1 чёрный король · h1 белый король | 2 |
| 1 | c3 белый конь · e3 чёрная пешка · h3 белый конь · h2 белая пешка · d1 белая ладья · e1 чёрный конь · f1 чёрный король · h1 белый король | c3 белый конь · e3 чёрная пешка · h3 белый конь · h2 белая пешка · d1 белая ладья · e1 чёрный конь · f1 чёрный король · h1 белый король | c3 белый конь · e3 чёрная пешка · h3 белый конь · h2 белая пешка · d1 белая ладья · e1 чёрный конь · f1 чёрный король · h1 белый король | c3 белый конь · e3 чёрная пешка · h3 белый конь · h2 белая пешка · d1 белая ладья · e1 чёрный конь · f1 чёрный король · h1 белый король | c3 белый конь · e3 чёрная пешка · h3 белый конь · h2 белая пешка · d1 белая ладья · e1 чёрный конь · f1 чёрный король · h1 белый король | c3 белый конь · e3 чёрная пешка · h3 белый конь · h2 белая пешка · d1 белая ладья · e1 чёрный конь · f1 чёрный король · h1 белый король | c3 белый конь · e3 чёрная пешка · h3 белый конь · h2 белая пешка · d1 белая ладья · e1 чёрный конь · f1 чёрный король · h1 белый король | c3 белый конь · e3 чёрная пешка · h3 белый конь · h2 белая пешка · d1 белая ладья · e1 чёрный конь · f1 чёрный король · h1 белый король | 1 |
|   | a | b | c | d | e | f | g | h |   |

b) Близнец: после первого хода белых
a) Диаграмма

Иллюзорная игра: 1...e2 2.Ke4 edФ 3.Kg3#

1.Лa1! e2 2.Kb1 K~ 3.Kd2#.
b) После первого хода белых 1.Ла1 возникает новая задача.

Решение: 1.Лd1!
Тема Паули — «перпетуум-мобиле».

## Книги
- The white rooks, 1910 (соавтор).
- The theory of pawn promotion, 1912 (соавтор).
- Asymmetry, Stroud, 1927 (соавтор).